# Regione di Hambol
La regione di Hambol è una delle 31 regioni della Costa d'Avorio. Situata nel distretto di Vallée du Bandama, ha per capoluogo la città di Katiola ed è suddivisa  in tre dipartimenti: Dabakala, Katiola e Niakaramandougou.
La popolazione censita nel 2014 era pari a 429.977 abitanti.